# 山梨県志
『山梨県志』（やまなしけんし、旧字体：山梨縣志）は、1915年（大正4年）に山梨県で実施された民間の修史事業。若尾財閥の三代目当主・若尾謹之助により企図されたが、中途に終わった。

## 「山梨県志」以前の修史事業
「山梨県」は江戸時代までの令制国における「甲斐国」と同一の範囲を差し、明治維新を経て1871年（明治4年）7月の廃藩置県により甲府県から改称され成立した。「山梨」は甲斐四郡のうちの山梨郡に由来し本来甲斐国全体を指す呼称ではなく、明治初期に設立された山梨県内の政治団体や出版物においては「峡中」が一般の用いられている。明治後期には「山梨」が全県を指す呼称として定着し、「山梨県志」においても用いられている。
甲斐国・山梨県における修史事業としては江戸中後期に甲斐国を見聞した随筆や紀行文、地誌類が出現し、文化11年（1814年）には甲府勤番・松平定能が主体となった『甲斐国志』が編纂された。甲斐国志は甲府勤番が主体となり編纂され最終的に幕府に献本されたが、私選の総合地誌として地域の長百姓が編纂委員として登用され、自由な執筆態度で編纂された。甲斐国志の「志」は紀伝体の歴史書における項目名を意味し、主に社会地理、制度、文化などが著述された総合地誌となった。
その後、「山梨県志」の編纂まで大規模な修史事業は行われていない。

## 「山梨県志」の編纂
明治期には地域の名望家や教育者、政治家などが本業のかたわら趣味として郷土研究を行う文人・風流人が数多く出現した。「山梨県志」の編纂を企図した若尾謹之助（1882年 - 1933年）は若尾財閥の三代目当主。若尾財閥は甲州財閥と呼ばれる山梨県出身の実業家集団のひとつで、創業者の若尾逸平は鉄道や電力事業、金融に投資し、中央財界で台頭した。また、逸平は貴族院議員、甲府市初代市長にもなり、謹之助の代においても若尾家は県内政財界で影響力を持っていた。
謹之助は実業家として活動する一方で郷土研究・民衆文化研究を行い、山梨県内の郷土玩具を研究した『おもちゃ籠』（大正4年（1915年）刊）及び『おもちゃ籠 補遺』（大正5年（1916年）刊）を出版している。
1915年（大正4年）には甲府商業会議所により郷土史家の赤岡重樹を主任とした「甲斐史」編纂会の設立が企図される。「山梨県志」は同年11月にこれを引き継ぐ形で発足し、若尾家の出資により山梨県志編纂会が創設された。
編纂会は謹之助を総裁、県知事が名誉総裁、会長には若尾逸平の伝記を執筆した内藤文治良、編纂委員には赤岡のほか広瀬広一、村松志孝らが加わった。「山梨県志」は『甲斐国志』を越える歴史書を編纂することを目標に編纂が企図され、山梨県内の旧家や寺社の所蔵する古文書や古記録を調査し、さらに山梨県庁の所蔵する行政資料を調査した。「山梨県志」の編纂に際しては県内各市町村に「町村取調書」を送付に、市町村ごとに沿革、風土、歴史、地理、人物などの項目を照会している。
「町村取調書」調査項目六十一項「人物」では「社会的ニ顕著ナル事跡を認メラレタモノ」として忠臣、孝子、学者、富者、義僕、節婦、奇人、侠客、篤行家などを上げている。特に「侠客（博徒）」が山梨県においてはある程度肯定的に捉えられていた存在であることが注目されている。
「山梨県志」の編纂は最初の刊行となる『現代史』が横浜で印刷を待つ段階まで進んだが、1923年（大正12年）9月1日の関東大震災で原稿が消失した。その後、1927年（昭和2年）3月の昭和恐慌の影響を受けて若尾家が没落したことにより、編纂事業は頓挫した。

## 「山梨県志」の影響
実業家の功刀亀内（1889年 - 1918年）は山梨県志編纂事業の影響を受けて編纂委員の土屋夏堂と知り合い、山梨県郷土史に関する史料を幅広く蒐集した。これらは「甲州文庫」として同じく県立図書館を経て県立博物館に収蔵されている。草稿の一部も現存している。
また、山梨県志の編纂事業を受けて1920年（大正9年）からは山梨県による「史跡名勝天然記念物」調査が実施され、広瀬、土屋、赤岡ら「山梨県志」の編纂委員が参加し、『山梨県史跡名勝天然記念物調査報告』を第八輯（しゅう）まで刊行している。さらに、「山梨県志」編纂委員の人脈により1930年（昭和5年）9月には「甲斐郷土研究学会」が設立され、翌1931年まで会誌『甲斐』を刊行した。
戦後には山梨県内の自治体史編纂が活発に行われるが、1990年（平成2年）には「山梨県志」以来の大規模な修史事業となる『山梨県史』の編纂が開始された。山梨県史の編纂は2007年（平成19年）に終了した。

## 若尾資料
山梨県志編纂会が県志編纂事業を推進するために収集した、山梨県下の神社、寺院、旧家などの所蔵する文書記録、山梨県庁資料の写し、編纂委員の調査書類を内容とした山梨県下の広範にわたる資料及びその他参考文献とした一般図書資料などの総点数1,157点の資料群は、「若尾資料」として山梨県立図書館に収蔵され、現在は山梨県立博物館に移管されている。また、「若尾資料」については『若尾資料目録　蔵書目録・郷土資料編』が昭和46年（1971年）3月に山梨県立図書館から発行されている。